# Leucoloma gracilescens
Leucoloma gracilescens är en bladmossart som beskrevs av Brotherus 1890. Leucoloma gracilescens ingår i släktet Leucoloma och familjen Dicranaceae. Inga underarter finns listade i Catalogue of Life.